# NGC 4141
NGC 4141 је спирална галаксија у сазвежђу Велики медвед која се налази на NGC листи објеката дубоког неба.
Деклинација објекта је + 58° 50' 58" а ректасцензија 12h 9m 47,4s. Привидна величина (магнитуда) објекта NGC 4141 износи 13,7 а фотографска магнитуда 14,4. NGC 4141 је још познат и под ознакама UGC 7147, MCG 10-17-152, CGCG 292-74, PGC 38669.